# Leiopus masaoi
Leiopus masaoi là một loài bọ cánh cứng trong họ Cerambycidae.